# Mândrie și Prejudecată și Zombi
Pride and Prejudice and Zombies este un roman de parodie din anul 2009 al lui Seth Grahame-Smith. Este un amestec care combină romanul clasic al lui Jane Austen, din 1813, Mândrie și Prejudecată, cu elemente ale ficțiunii moderne cu zombi, creditând-o pe Austen co-autoare. Prima dată a fost publicat în Aprilie 2009 de Quirk Books, iar în Octombrie 2009 o ediție specială a fost lansată, conținând imagini colorate și de asemenea scene zombi. Romanul a fost adaptat intr-un film în 2016, în care au jucat Lily James și Sam Riley.

## Fundal
Editorul Quirk Books, Jason Rekulak, a dezvoltat ideea de Mândrie și Prejudecată și Zombi, după ce a comparat o listă de caractere populare cum ar fi ninja, pirați, zombii și maimuțe, cu o listă de titluri de cărți din domeniul public, cum ar fi Război și Pace, Crimă și Pedeapsă și Înălțimi Năucitoare. El a predat proiectul mai departe scriitorului Seth Grahame-Smith.
[ Rekulak ] m-a sunat într-o zi, din senin, foarte entuziasmat și mi-a spus, ,,Tot ce am este acest titul și nu mă pot opri din a mă gândi la el." Și el a spus: ,,Mândrie și Prejudecată și Zombi". Din nu știu ce motiv, pur și simplu mi se pare cel mai strălucit lucru pe care l-am auzit vreodată.
Grahame-Smith începe cu textul original al romanului lui Austen, adăugând elemente zombi si ninja în timp ce dezvoltă o linie generală de poveste pentru noul material; " vei ucide pe cineva în Capitolul 7, are repercursiuni in Capitolul 56". După spusele autorului, textul original al romanului s-a potrivit perfect pentru o poveste horror cu zombi:    
Ai această eroină extrem de independentă, ai acest domn eroic atrăgător, ai o miliție care a tăbărat afară fară aparent fără niciun motiv în apropiere, și oamenii merg mereu aici și colo, făcând plimbări cu trăsura aici și colo .......a fost doar violență fără sens. Mă rog, din punctul meu de vedere.         
 
 
La începutul anului 2009, gradul de conștientizare a romanului viitor a crescut datorită atenției bloggerilor,  articolelor din ziare,  Radioul Public Național și podcasturi.  Ca răspuns, editorul a mărit printarea inițială de la 12.000 la 60.000 de exemplare și a mutat data publicării la 1 aprilie . 

## Complot

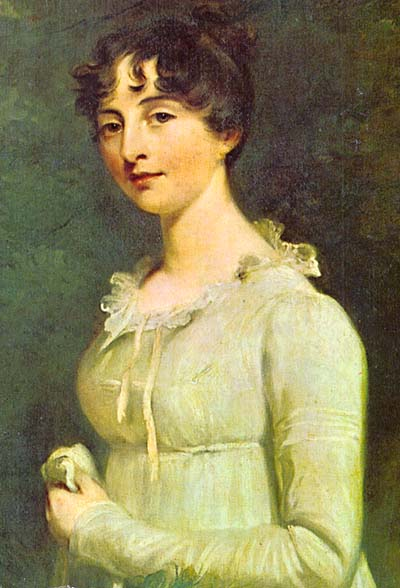
Coperta de Eric „Doogie” Horner, este o „zombificare” a acestui tablou cu Marcia Fox de William Beechey.

La începutul secolului al XIX-lea, Anglia este devastată de o molimă care transformă oamenii în zombi. Doamna Bennet este hotărâtă să le găsească fiicelor sale soți bogați și de rang înalt. Văzând o ocazie potrivită, își trimite fetele la un bal local. Acolo, Jane, cea mai mare dintre surori, leagă o conexiune cu domnul Bingley, chiar în mijlocul unui atac haotic al zombilor. În aceeași seară, Elizabeth îl întâlnește pe Fitzwilliam Darcy, cel mai bun prieten al lui Bingley. Când atacul începe, surorile Bennet își folosesc abilitățile în arte marțiale pentru a proteja invitații.

La scurt timp după aceea, Jane este invitată să viziteze Netherfield. Doamna Bennet insistă ca ea să călătorească călare, nu cu trăsura. Pe drum, Jane este atacată de zombi și rănită. Elizabeth primește o scrisoare care o informează că Jane va rămâne la Netherfield pentru a se recupera și hotărăște să i se alăture. Pe parcursul șederii lor, Elizabeth interacționează frecvent cu domnul Bingley, familia acestuia și domnul Darcy. După ce Jane se însănătoșește complet, doamna Bennet îl convinge pe domnul Bingley să organizeze un bal.

Jane și Elizabeth se întorc acasă. Moștenitorul detestat al proprietății Longbourn, vărul domnului Bennet, domnul Collins, sosește cu intenția de a se căsători cu una dintre surorile Bennet și își îndreaptă atenția spre Elizabeth. Între timp, miliția locală ajunge în oraș pentru a dezgropa și distruge cadavrele infectate, iar surorile Bennet îl întâlnesc pe fermecătorul George Wickham, pe care domnii Darcy și Bingley par să-l evite. Wickham îi povestește lui Elizabeth că a crescut alături de Darcy, dar s-au înstrăinat după ce acesta i-a refuzat moștenirea promisă de tatăl său înainte de moarte, întărindu-i astfel Elizabethei părerea negativă despre Darcy. Îl așteaptă cu nerăbdare pe Wickham la balul de la Netherfield, însă află ulterior că nu a fost invitat. În schimb, Darcy îi cere Elizabethei să danseze. Balul este întrerupt de un atac al zombilor, care este însă dejucat de Darcy.

A doua zi, domnul Collins o cere în căsătorie pe Elizabeth. Ea refuză, spre marea supărare a mamei sale. În locul ei, Collins o cere pe Charlotte Lucas, cea mai bună prietenă a lui Elizabeth, o fată necăsătorită trecută de prima tinerețe, care acceptă. În secret, Charlotte fusese deja infectată cu „ciudata molimă” și speră că soțul ei va fi prea naiv ca să observe că se transformă treptat în zombi. Jane primește o scrisoare de la Caroline Bingley, care o informează că domnul Bingley și anturajul său pleacă spre Londra fără intenția de a se întoarce prea curând. Scrisoarea o convinge, de asemenea, că Bingley plănuiește să se căsătorească cu sora mai mică a lui Darcy.
Disprețul Elizabethei față de Darcy se intensifică atunci când află că el a intervenit intenționat pentru a-l ține pe Bingley departe de Jane. Furioasă, jură să se răzbune și să-l ucidă. Ocazia se ivește când Darcy apare pe neașteptate la căsuța unde Elizabeth își vizitează prietena proaspăt căsătorită, Charlotte. Spre surprinderea ei, el îi face o cerere în căsătorie. Între ei izbucnește o confruntare atât verbală, cât și fizică, în care Darcy este rănit. După ce scapă, îi trimite o scrisoare lungă, explicându-i motivele sale: a separat-o pe Jane de Bingley de teamă că ar fi fost infectată cu molima și că Wickham a mințit despre moștenirea sa. Elizabeth își dă seama că l-a judecat prea aspru pe Darcy, iar el înțelege că atitudinea sa rece îi face pe ceilalți să creadă zvonurile despre el. Amândoi hotărăsc să-și îndrepte greșelile.
Elizabeth pornește într-o călătorie prin țară alături de mătușa și unchiul ei, luptând cu zombi pe parcurs. La Pemberley, îl reîntâlnește pe Darcy, care reușește să respingă un atac al zombilor. Schimbarea lui de atitudine o impresionează și începe să se gândească la o împăcare. Familia Bennet petrece timp cu Darcy, sora acestuia și domnul Bingley, care încă are sentimente pentru Jane. Vizita este însă întreruptă brusc când Elizabeth află că Lydia a fugit cu Wickham, așa că se întoarce acasă pentru a-și susține familia.
O scrisoare ajunge la Longbourn, anunțând că Lydia și Wickham s-au căsătorit, datoriile lui Wickham au fost achitate, iar el este acum infirm. În cele din urmă, Elizabeth descoperă că Darcy a fost cel care a aranjat căsătoria, a plătit datoriile lui Wickham și zestrea Lydiei, salvând astfel familia Bennet de la rușine și ruină financiară.
Darcy și Bingley se întorc la țară, iar Bingley își reia curtea față de Jane. Elizabeth speră să-și refacă relația cu Darcy, dar mătușa acestuia, Lady Catherine, intervine și insistă că fiica ei, Anne, ar fi o potrivire mai bună pentru el. Hotărâtă să elimine competiția, Lady Catherine o provoacă pe Elizabeth la duel, dar aceasta reușește să o învingă. Cu toate acestea, Elizabeth îi cruță viața. Impresionat de gestul ei, Darcy se întoarce la Elizabeth. Cei doi se căsătoresc și încep o viață lungă și fericită împreună, în măsura în care amenințarea constantă a apocalipsei zombilor le permite acest lucru.
Entertainment Weekly a oferit o recenzie favorabilă romanului Mândrie, prejudecată și zombi, acordându-i nota A−. Library Journal a recomandat romanul „pentru toate colecțiile de ficțiune populară”. The A.V. Club a oferit romanului nota A, comentând că „ceea ce începe ca un artificiu ajunge să readucă în atenție farmecul incontestabil al limbajului, personajelor și situațiilor lui Austen”. Pe de altă parte, Macy Halford de la The New Yorker a numit combinația de 85% text original de Austen și 15% contribuție a lui Grahame-Smith „100% îngrozitoare”. Deși a admis că această reinterpretare a evidențiat un posibil substrat de „mister și amenințare” în romanul original, a considerat că scriitura lui Grahame-Smith este de slabă calitate, criticând în special un pasaj în care Elizabeth Bennet se pregătește să-l ucidă pe domnul Darcy după ce a auzit o insultă la adresa sa.
Pe 19 aprilie 2009, Mândrie, prejudecată și zombi a ajuns pe locul trei în topul bestsellerurilor The New York Times. În aceeași dimineață, cartea a urcat de pe locul 300 până pe locul 27 în clasamentul bestsellerurilor de pe amazon.co.uk. Înainte de publicarea sa în Marea Britanie, s-a cerut deja o a doua reeditare.

## Adaptări
În mai 2010, Mândrie, prejudecată și zombi: Romanul grafic a fost publicat de Del Rey / Random House, cu scenariul adaptat de Tony Lee și ilustrații realizate de Cliff Richards.
În octombrie 2011, PadWorx Digital Media Inc. a lansat o versiune ebook interactivă a romanului.

### Joc
În iunie 2010, a fost lansată o aplicație pentru iPod Touch și iPhone bazată pe Mândrie, prejudecată și zombi. Dezvoltată de Freeverse, aplicația a fost descrisă ca „un titlu plin de acțiune, care combină perfect luptele cu zombi și o poveste romantică emoționantă”.

### Film
O adaptare cinematografică a fost vorbita inca din februarie 2009, când The Sunday Times a raportat că mai multe studiouri de la Hollywood licitau pentru a transforma romanul într-un film de succes. Pe 23 aprilie 2009, la o sesiune de autografe organizată la California State University, Fullerton, Grahame-Smith a anunțat că drepturile pentru ecranizare fuseseră deja achiziționate de o mare companie de film.
Lionsgate a planificat să finanțeze și să distribuie filmul, cu Natalie Portman în rolul principal, dar aceasta a decis mai târziu să fie doar producătoare. De asemenea, David O. Russell fusese ales ca regizor, însă a părăsit proiectul din cauza unor conflicte de programare. Mike White a fost apoi angajat ca regizor, dar și el a renunțat în ianuarie 2011. Craig Gillespie a semnat un contract pentru regizarea filmului pe 18 aprilie 2011, însă a părăsit proiectul în octombrie același an.
Pe 2 mai 2013, Lily James a confirmat că filmul era încă în dezvoltare și că urma să joace rolul principal. Producția avea să fie realizată sub coordonarea lui Burr Steers. Pe 4 august 2014, s-a anunțat că filmările vor începe în septembrie, cu Lily James în rolul lui Elizabeth, Sam Riley ca domnul Darcy și Bella Heathcote în rolul uneia dintre surorile Bennet. Jack Huston s-a alăturat distribuției ca domnul Wickham, Douglas Booth ca domnul Bingley, iar Matt Smith a fost distribuit în rolul domnului Collins. Filmările au început pe 24 septembrie 2014. Pe 23 septembrie, s-a anunțat că actorii din Game of Thrones, Charles Dance și Lena Headey, s-au alăturat distribuției și că Screen Gems a achiziționat drepturile de distribuție în SUA.
Filmul Mândrie, prejudecată și zombi a fost lansat pe 5 februarie 2016, dar a primit recenzii mixte și a fost un eșec comercial, încasând doar 16,4 milioane de dolari la nivel global, față de un buget de 28 de milioane de dolari.

## Seria de cărți

### Prequel
Pe 30 octombrie 2009, Quirk Books a anunțat că al treilea volum din seria Quirk Classics va fi un prequel, intitulat Mândrie, prejudecată și zombi: Zorii ororii. Publicat pe 30 martie 2010, acest prequel explora modul în care Elizabeth Bennet a devenit o vânătoare experimentată de zombi, detaliind antrenamentele ei în arte marțiale și primele sale experiențe romantice nefericite. Seth Grahame-Smith nu a scris prequelul, fiind ocupat cu Abraham Lincoln, Vânător de Vampiri, astfel că volumul a fost realizat de Steve Hockensmith.
Steve Hockensmith a scris și o continuare a seriei, intitulată Mândrie, prejudecată și zombi: Un viitor îngrozitor de fericit, lansată pe 22 martie 2011.

## Influență culturală
Succesul romanului Mândrie, prejudecată și zombi a dus la apariția unor alte combinații între opere clasice sau figuri istorice și elemente horror moderne, precum Rațiune, simțire și monștri marini și Abraham Lincoln, Vânător de Vampiri.
În 2016, retailerul Hot Topic a lansat o colecție vestimentară inspirată de moda epocii Regency și de stilul de „vânător de zombi” promovat în carte.

## Vezi de asemenea
- Simț și sensibilitate și monștri marini
- Lista de adaptări literare din <i id="mwAUk">Pride and Prejudice</i>

1. ↑  „MacBreak Weekly 144 – The Official TWiT Wiki”. Wiki.twit.tv. Accesat în 10 martie 2010.